# Abdoulaye Seye Moreau
Abdoulaye Seye Moreau (Louga, 12 novembre 1929 – Dakar, 27 giugno 2020) è stato un cestista, arbitro di pallacanestro e dirigente sportivo senegalese, membro del FIBA Hall of Fame dal 2010 in qualità di contributore.

## Carriera
Laureato in giurisprudenza, ha militato nella massima serie cestistica senegalese dal 1955 al 1965. Nel decennio successivo è stato arbitro FIBA, arrivando a dirigere i Campionati mondiali di pallacanestro femminile del 1975.
Da dirigente, ha guidato la Federazione cestistica del Senegal dal 1974 al 1993; dal 1993 al 1998 ha diretto la FIBA Africa. Ha poi ricoperto la carica di vicepresidente FIBA (1994-1998), divenendone poi presidente (1998-2002). Dal 2002 al 2006 ha presieduto il Comitato Nazionale Olimpico e Sportivo Senegalese.